# Єзава
Єзава (серб. Језава) — річка в Сербії довжиною 47,5 км, належить до басейну Чорного моря. Права притока Дунаю, яка впадає в Смедерево біля фортеці (праворуч). Площа басейну річки Єзава становить 660 м. До 1897 року це був рукав Великої Морави, а потім був відділений від неї валом. Єзава була зарегульована в 1967 році, щоб більше не впадала в Дунай, а в його колишньому гирлі побудована пристань.

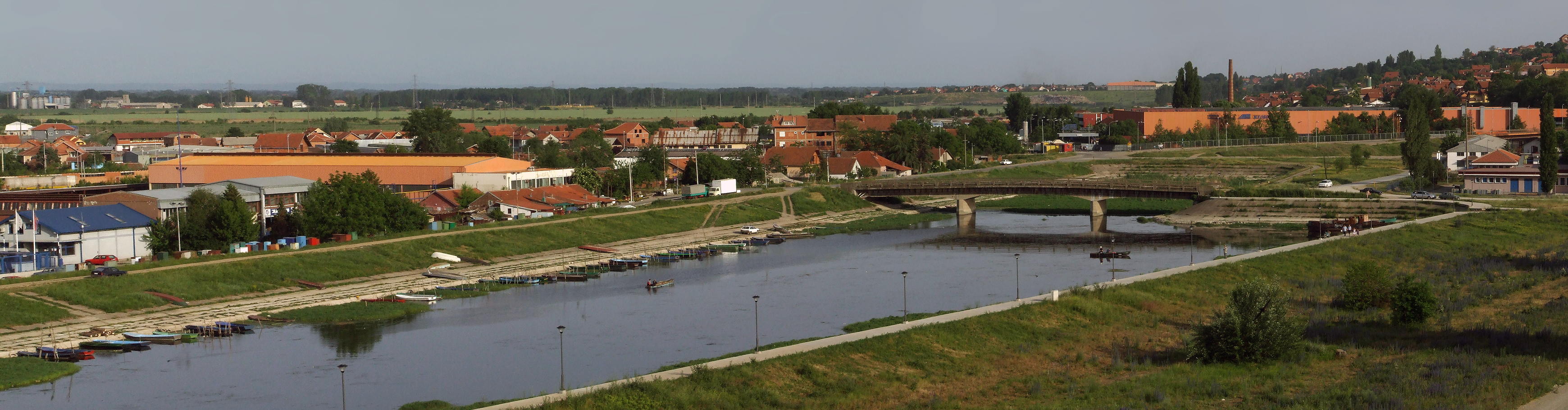
Вид на Єзаву зі Смедеревської фортеці

## Назва річки
Є перекази, що річка отримала свою назву від холоду, який вона викликала у людей своєю боязкістю та частими розливами та затопленнями Годомінського поля та самого міста Смедерево.

## Притоки
Єзава має притоки лише з лівого боку. На додаток до більших річок, басейни яких були спеціально оброблені (Раля та Конська Река), є також кілька  русл.

## Зовнішні посилання
- Єзава охороняє жахливу правду www.novosti.rs (серб.)